# Testa da Igreja
A Testa da Igreja é uma elevação portuguesa localizada no concelho de Santa Cruz das Flores, ilha das Flores, arquipélago dos Açores.
Este acidente geológico tem o seu ponto mais elevado a 812 metros de altitude acima do nível do mar. Nas proximidades desta formação encontra-se o Pico da Sé, o Morro Alto, o Pico da Burrinha e o Pico dos Sete Pés, além do início da Ribeira da Badanela.